# 옥골샘도서관
옥골샘도서관은 울산광역시 중구 학산동에 있는 구립 도서관이다.

## 연혁
- 2011.10.07 2012년 작은도서관 조성사업 신청(국비지원)
- 2011.11.11 2012년 작은도서관 조성사업 선정
- 2012.03.22 작은도서관 조성계획 수립
- 2012.10.05 작은도서관 설계완료
- 2012.11.20 공사착공
- 2013.01.05 공사준공
- 2013.02.05 도서관 개관

## 이용 안내
이용 시간
- 평일 09:00 ~ 18:00

휴관일
- 토·일요일, 법정공휴일